# Stibeutes curvispina
Stibeutes curvispina là một loài tò vò trong họ Ichneumonidae.